# Teray Smith
Teray Smith (né le 24 décembre 1992 à Freeport) est un athlète bahaméen, spécialiste des épreuves de sprint. 

## Biographie
Il remporte la médaille d'argent du relais 4 × 400 mètres lors des Jeux du Commonwealth de 2018, à Gold Coast.

## Palmarès
| Date | Compétition          | Lieu       | Résultat | Épreuve   | Temps        |
| ---- | -------------------- | ---------- | -------- | --------- | ------------ |
| 2018 | Jeux du Commonwealth | Gold Coast | 2e       | 4 × 400 m | 3 min 1 s 92 |

## Records
| Épreuve | Temps   | Lieu        | Date         |
| ------- | ------- | ----------- | ------------ |
| 100 m   | 10 s 32 | Nassau      | 27 juin 2014 |
| 200 m   | 20 s 25 | Lexington   | 27 mai 2017  |
| 400 m   | 46 s 79 | Tallahassee | 24 mars 2017 |